# キュートランスフォーマー 帰ってきたコンボイの謎
『キュートランスフォーマー 帰ってきたコンボイの謎』（キュートランスフォーマー かえってきたコンボイのなぞ）とは日本のテレビアニメ、およびスマートフォンアプリ。この作品の玩具展開である『キュートランスフォーマー』（略称、QTF）についても説明する。タイトルの由来はファミリーコンピュータソフト『トランスフォーマー コンボイの謎』より。
チョロQ35周年+トランスフォーマー30周年記念の一環として企画された。

## ゲームアプリ
チョロQ35周年+トランスフォーマー30周年記念の一環として、2014年8月7日よりAndroid端末向けにスマートフォンアプリ『キュートランスフォーマー 帰ってきたコンボイの謎』が配信。2014年8月18日 よりiOS端末向けに配信されている。
ゲーム性はオリジナルとは異なりランニングアクションゲームになっている。プレイヤーキャラクターはオプティマスプライム、バンブルビー、オプティマスプライム（ウルトラマグナスカラー.ver）。玩具付属のスペシャルコード入力でそのキャラクターが使用可能。
2015年3月31日のアップデートより、0面の配信が開始。ムリゲーから普通のゲームの難易度となりプレイヤーキャラはウルトラマグナス、ボスはサウンドウェーブとなった。
2016年3月28日をもってサービスを終了。

### スペック/スタッフ
- 対応OS - iOS端末 / Android端末
- 価格 - 基本無料（アプリ内課金あり）
- 開発 - ORSO
- 提供 - DLE

### 各ステージボス
- 1面 - 機械惑星デビルスター
- 2面 - デストロンマーク（紫）
- 3面 - デストロンマーク（赤）
- 4面 - デストロンシップ[注 5]
- 5面 - 合体兵士メナゾール
- 6面 - 合体兵士ブルーティカス
- 7面 - 破壊大帝メガトロン
- 8面 - ダイナザウラー
- 0面 - 情報参謀サウンドウェーブ

### コンボイが死んだキャンペーン
2014年12月2日に日テレで放送された『ロボット日本一決定戦!リアルロボットバトル』（第2回大会）において、千葉工業大学未来ロボティクス学科制作のオプティマスプライム（コンボイ）が初戦敗退した記念に行われたキャンペーン。同年12月3日 - 12月26日までアプリプレイ画面をツイートして応募。

## テレビアニメ
2015年1月から3月までTOKYO MXにて放送されたショートアニメ。セリフを先に収録してそれにアニメを付けるプレスコ形式で制作。毎回テーマを決めた雑談を前半で、後半はアドリブによる討論を行う。背景はオープニングの看板で表示されるサービスエリア・パーキングエリアとなっている。
Blu-ray&DVD発売告知CMでは、オプティマスプライム（細谷佳正）による一発録り収録のCMが5タイプ放送。売上が5,000枚以上販売されたら映画化されることも仄めかし、達成した。
2015年5月29日に第2期『キュートランスフォーマー さらなる人気者への道』の制作を発表、同年7月6日から10月1日まで放送された。背景は全国各地のイオンモール、第12話のみサンリオピューロランドとなっている。ただし、予算は減ってしまったらしく、作中で7割になったと明かしている。第4話・第8話においては『キュートランスフォーマーラジオ』と題し、動かない絵によるWebラジオ風の構成となっている。
話題テーマは第1期がゲーム『トランスフォーマー コンボイの謎』、第2期がトランスフォーマーシリーズとなっている。
2016年1月から放送される番組『生誕20周年記念 ビーストウォーズ復活祭への道』で本作品のアーシー（上坂すみれ）がパーソナリティーを務めることが2015年12月に発表された。

### 登場キャラクター

#### メインキャラクター

##### オートボット
オプティマスプライム
声 - 細谷佳正
本作品では他社ネタを持ってきたり、解答を求められてネタが滑ったり、司令官とは思えないギャップを晒すことが多く、汗代わりにオイルが漏れる。口癖は、「私にいい考えがある」。本作品ではウェスタンスター 4900SB トラクター、第1期第11話では日産・GT-Rに変形する。第1期第11話では日産・GT-RをスキャンしてGTRオプティマスプライムに、第1期第13話では突然現れたメガトロンへの対抗策としてG1（初代）コンボイになった。第1期第13話でメガトロンが「コンボイの謎の新しいタイトルを考える」という提案から、「謎ボイのコンにしよう」というセリフを発し、第2期第1話で早々に言い放った。
バンブルビー / バンブル
声 - 木村良平
メイン2人に対してのほほんとした相槌を打ったりするムードメーカー。本作では2014 カマロ・コンセプト、第1期第11話～第13話ではダイハツ・コペンに変形する。第1期第11話～第13話ではダイハツ・コペンをスキャンして新しい姿（バンブル）を手に入れた。
ロックダウン
声 - 鈴木達央
メインでは唯一ディセプティコン側で、本作品のツッコミ役。本作品ではランボルギーニ アヴェンタドール LP700-4に変形する。オプティマスプライムとバンブルビーが『コンボイの謎』をまごうことなきクソゲーということに対して外れた意見を何度も提示すると激しく激高する。ただし第1期第13話では7面のボスステージにいけるほどまでにはゲームプレイが上達している。

### ディセプティコン
メガトロン
声 - 藤原啓治
第1期第13話で初登場。第1期のゲストキャラでは唯一ディセプティコン側で「コンボイの謎の新しいタイトルを考える」という提案を持ちかけた。本作品ではランボルギーニ ヴェネーノに変形する。
第2期ではディセプティコンサイドの主要メンバー。G1（初代）のころに自力で移動できない拳銃ワルサーP38に変形していたことをスタースクリームに指摘される。
声を担当した藤原啓治は過去に『超ロボット生命体 トランスフォーマー プライム』でメガトロンの声を担当した。
スタースクリーム
声 - 杉田智和
第2期におけるディセプティコンサイドの主要メンバー。口調がワイルドでツッコミ役。本作品ではF-15 (航空機)に似た飛行機形態に変形する。
第2期第12話ではスカイワープとサンダークラッカーと一緒にサンリオピューロランドに同行した。
杉田智和のアドリブパートではっちゃけ過ぎてカットになったところ話が繋がらなくなり、後日、岡本信彦が追加収録となった。
ショックウェーブ
声 - 石川界人
第2期におけるディセプティコンサイドの主要メンバー。メガトロンの太鼓持ち。本作品では トヨタ クラウンアスリート S21 に変形する。スタースクリームから名称がショックウェーブなのかレーザーウェーブなのかはっきりしろと指摘される。
サウンドウェーブ
声 - 岡本信彦
第2期におけるディセプティコンサイドの主要メンバー。ボンネット部にG1（初代）同様のカセット形態に変形するコンドルを収納できる。本作品ではニッサン GT-R R35に変形する。スタースクリームからG1のころラジカセ（ラジオカセットレコーダー）に変形していたことを指摘される。サウンドウェーブ役の岡本信彦は、第2期の冒頭のナレーションも担当している。

#### ゲストキャラクター
プロール
声 - 井上剛
第1期第5話・第2期第8話で登場。「であります」「です・ます」など丁寧な口調で話す。本作品ではフェアレディZ 280Z-Tに変形する。
ホイルジャック
声 - 福島潤
第1期第6話・第2期第13話で登場。ゲームアプリの開発チームの一員を自称する。関西弁で捲し立てる。本作品ではランチア ストラトス ターボに変形する。
ランボル、サンストリーカー
声 - 中村悠一
第1期第7話で登場。双子のトランスフォーマー。第1期第7話の「今週のカットされた部分」の配信日は声を担当した中村悠一の誕生日であったため、お祝いのイラストが添えられた。本作品ではランボルはランボルギーニ カウンタック LP500S 、サンストリーカーはマツダ RX-7 FD3S に変形する。
ブルーストリーク
声 - 片山福十郎
第1期第8話で登場。お調子者な性格で、スモークスクリーンと一緒に昔のクソゲーの理不尽さを語り合った。本作品ではスバル WRX ST1に変形する。
スモークスクリーン
声 - 内山昂輝
第1期第8話で登場。ブルーストリークとは対照的に落ち着いたキャラクターになっており、聞き上手を自称する。本作品ではニッサン フェアレディZ 280Z-Tに変形する。
トラックス
声 - 保志総一朗
第1期第9話・第2期第4話で登場。ポーズを決めたり意味なくボディを光らせたりとナルシストの気がある。本作品ではシボレー コルベット C7に変形する。
アラート
声 - 鳥海浩輔
第1期第10話・第2期第13話で登場。ネガティブな性格で、喋る際に顔に影ができる。本作品ではランボルギーニ カウンタックLP500Sに変形する。
マイスター
声 - 遊佐浩二
第1期第11話・第2期第13話で登場。土産物を贈るなど副司令官としての心意気が示された。本作品ではトヨタ スプリンタートレノ AE86に変形する。
ホットロディマス
声 - 小野賢章
第1期第12話・第2期第5話で登場。軽快な口調が特徴だが、若干チャラい。本作品ではトヨタ 86に変形する。
ウルトラマグナス
声 - 石田彰
第1期第12話で登場。「クソゲー」という単語を聞くたびに泣き出したり「面目ない！」と言いながら自分の顔を殴りつけるなど、精神面で不安定な部分が見られる。
真田幸村
声 - 保志総一朗
第2期第4話で登場。『戦国BASARA4 皇』と本作品のコラボレーションの一環として登場した。
ドリフト
声 - 前野智昭
第2期第6話で登場。オプティマスプライムの計らいで『2010』以降に放送された和製トランスフォーマー3作（『ザ☆ヘッドマスターズ』、『超神マスターフォース』、『V（ビクトリー）』）の解説をした。語尾に「ござる」を付けて話す。本作品ではマツダ RX-7 FD3Sに変形する。
荒岩一味
声 - 玄田哲章
第2期第8話で登場。『クッキングパパ』30周年記念のコラボで、真田幸村のお館様のお知り合いという形で登場。
玄田哲章は初代総司令官コンボイ（G1（初代）コンボイ）（および実写映画版オプティマス・プライム）の声を担当していたため、本作品のオプティマスプライムはプレッシャーを感じており、一味が「サイバトロン戦士、トランスフォーム！」と言うとバックに初代総司令官コンボイ（G1（初代）コンボイ）の姿が映った。
アーシー
声 - 上坂すみれ
第2期第9話で登場。QTFでは唯一の女性トランスフォーマーで、ビーストウォーズシリーズの解説をした。バス停の苔と話す過去を持つ。
『生誕20周年記念 ビーストウォーズ復活祭への道』ではメインパーソナリティを担当。
クリフ
声 - 蒼井翔太
第2期第10話で登場。「ヒャッハー！」が口癖で、『カーロボット』とマイクロン三部作（『マイクロン伝説』、『スーパーリンク』、『ギャラクシーフォース』）の解説をした。本作品ではダイハツ コペンに変形する。
スカイワープ
声 - 伊藤健太郎
第2期第12話で登場。べらんめえ口調が特徴でサンダークラッカー同様、スタースクリームと一緒にサンリオピューロランドに同行した。本作品ではスタースクリームとサンダークラッカー同様、F-15 (航空機)に似た飛行機形態に変形する。
サンダークラッカー
声 - 津田健次郎
第2期第12話で登場。落ち着いた性格でスカイワープ同様、スタースクリームと一緒にサンリオピューロランドに同行した。本作品ではスタースクリームとスカイワープ同様、F-15 (航空機)に似た飛行機形態に変形する。

### スタッフ
- 企画 - 田島豊、椎木隆太、江口文治郎
- エグゼクティブプロデューサー - Duncan J. Billing
- 監督・脚本 - 石ダテコー太郎
- 構成協力 - 平間邦修、山口正武（第2期）
- 作画監督 - 鈴木豆
- 作画 - たけはらみのる[注 8]
- 背景 - 藤岡早苗
- 録音調整 - 常川総一
- 音楽 - Hajime・Jiro（from LiLi）
- 音響効果 - 徳永義明
- プロデューサー - 小縣拓馬、芦塚明子
- オープニングアニメーション制作 - 6次元アニメーション（第1期）
- アニメーション制作 - DLE
- 製作 - キュートランスフォーマープロジェクト（第1期）→キュートランスフォーマープロジェクトII（第2期）[注 9]

### 主題歌
第1期（オープニングテーマ）「physical」
作詞 - YORKE. / 作曲・編曲 - eba / 歌 - OLDCODEX

第2期（エンディングテーマ）
「DESTINY 〜400万年前から愛してる〜」（第1話 - 第2話、第5話 - 第6話、第9話 - 第10話、第12話、第13話）
作詞 - 石川絵理 / 作曲・編曲 - 渡部チェル / 歌 - オプティマスプライム（細谷佳正）
細谷佳正は収録当初「ディスティニー」と歌っていたが、収録5分前に「デスティニー」だと分かり、時間がないのでその部分だけを録り直した。さらにこのエピソードを語った際に、逆のことを語りテロップで修正されている。
「SHOCK 〜この想いは光のように〜」（第3話、第7話、第11話）
作詞 - 石川絵理 / 作曲・編曲 - 渡部チェル / 歌 - ショックウェーブ（石川界人）

キャラクターソング
第2期BD・DVD初回限定盤特典CD「キュートランスフォーマー オリジナルサウンドトラック」に収録。
「Let It Bee 〜蜂蜜みたいな恋をさがそう〜」
作詞 - 石川絵理 / 作曲・編曲 - 渡部チェル / 歌 - バンブルビー（木村良平）
「WANTED 〜惚れたぜ夜露死苦〜」
作詞 - 石川絵理 / 作曲・編曲 - 渡部チェル / 歌 - ロックダウン（鈴木達央）

### 各話リスト
| 帰ってきたコンボイの謎 | 帰ってきたコンボイの謎                                        | 帰ってきたコンボイの謎          | 帰ってきたコンボイの謎 | 帰ってきたコンボイの謎                                            | 帰ってきたコンボイの謎 |
| 話数                   | サブタイトル                                                  | ロケ地                          | 紹介文（第1期OP） | ゲストキャラ                                                      |                        |
| ---------------------- | ------------------------------------------------------------- | ------------------------------- | --- | ----------------------------------------------------------------- | ---------------------- |
| 第1話                  | 30周年商品の謎                                                | 常磐自動車道 守谷SA（上り）     | バンブルビー「僕はバンブルビー!」 ロックダウン「よろしくぅ!」 オプティマスプライム「私に良い考えがある」                                          | -                                                                 |                        |
| 第2話                  | 確実なクソゲーの謎                                            | 関越自動車道 高坂SA（下り）     | バンブルビー「お前らの間で!?」 ロックダウン「ビーストウォーズもっかいやろうよ」 オプティマスプライム「オイルが漏れてる!」                         | -                                                                 |                        |
| 第3話                  | 傷口に塩を塗るの謎                                            | 上信越自動車道 横川SA（上り）   | バンブルビー「納豆はいいだろ!」 ロックダウン「欲張りだな! 俺かよっ!」 オプティマスプライム「そうだな…悪かった」                                   | -                                                                 |                        |
| 第4話                  | ステージボスの謎                                              | 関越自動車道 上里SA（上り）     | バンブルビー「…バンブルビーは惚れた」 ロックダウン「いいかげん俺様の質問に答えろよ!」 オプティマスプライム「クソゲーじゃない、無理ゲーだ!」       | -                                                                 |                        |
| 第5話                  | とんちのような状態の謎                                        | 関越自動車道 高坂SA（上り）     | バンブルビー「そう!デ●ンズウォール!」 ロックダウン「敵のメインキャラだろーが!」 オプティマスプライム「よし!考えてみようじゃないか」               | プロール                                                          |                        |
| 第6話                  | モテない男のギャップの謎                                      | 関越自動車道 三芳PA（上り）     | バンブルビー「開始2秒で死にますからね」 ロックダウン「力技で来るねぇ!」 オプティマスプライム「“紅葉狩り”という言葉があるな!」                     | ホイルジャック                                                    |                        |
| 第7話                  | ある探検家の謎                                                | 東北自動車道 羽生PA（下り）     | バンブルビー「俺たち何人か頭に浮かんじゃったもん!」 ロックダウン「今日もオイルがすごいよぉ…」 オプティマスプライム「お父さんパンツだな!昭和の!」  | ランボル サンストリーカー                                         |                        |
| 第8話                  | ある超能力者の謎                                              | 東北自動車道 上河内SA（下り）   | バンブルビー「チャレンジしてみろ的なやつだよね?」 ロックダウン「世界観がぐずぐずだな!」 オプティマスプライム「また壮大な旅になってきたな…」       | ブルーストリーク スモークスクリーン                               |                        |
| 第9話                  | ゲームバランスの謎                                            | 東北自動車道 那須高原SA（上り） | バンブルビー「大正解じゃないですか指令!」 ロックダウン「ほんとに迷宮入りしちまうんだな!」 オプティマスプライム「…すまないと思ってる」             | トラックス                                                        |                        |
| 第10話                 | 最低限の基準の謎                                              | 東北自動車道 上河内SA（上り）   | バンブルビー「クソゲーじゃないってことっすね!」 ロックダウン「…健康でも気遣ってるのか?」 オプティマスプライム「ショートだ、私はショートしたぞ今」 | アラート                                                          |                        |
| 第11話                 | コンボイの謎                                                  | 東北自動車道 羽生PA（上り）     | バンブルビー「かなり小さめの“△”っすよね!」 ロックダウン「それデバッカーさんじゃん!」 オプティマスプライム「本当にシンプルな男だな!」              | マイスター                                                        |                        |
| 第12話                 | コンボイの謎の謎                                              | 館山自動車道 市原SA（下り）     | バンブルビー「それはステーキです」 ロックダウン「俺たちは何を信じればいいんだ!?」 オプティマスプライム「水戸●門?」                                | ホットロディマス ウルトラマグナス                                 |                        |
| 第13話                 | 帰ってきたコンボイの謎                                        | 京葉道路 幕張PA（上り）         | バンブルビー「そこ引っかかっちゃったかぁ～!」 ロックダウン&オプティマスプライム「（前回登場シーンなし）」                                         | メガトロン                                                        |                        |
| さらなる人気者への道   |                                                               |                                 | |                                                                   |                        |
| 話数                   | サブタイトル                                                  | ロケ地                          | つぶやき（第2期ED） | 出演チーム・ゲストキャラ                                          |                        |
| 第1話                  | 新しいファン層獲得への道                                      | イオンモール幕張新都心          | オプティマスプライム「七掛けかぁ…」 | オートボット                                                      |                        |
| 第2話                  | 分かりやすい見分け方への道                                    | イオンモールむさし村山          | オプティマスプライム「オシャレだなぁ…」 | オートボット                                                      |                        |
| 第3話                  | オートボット以上の人気者への道                                | イオンモール名取                | ショックウェーブ「ですよ、人妻…」 | ディセプティコン                                                  |                        |
| 第4話                  | 戦国BASARAにあやかって人気者への道                            | キュートランスフォーマーラジオ  | EDなし | オートボット トラックス 真田幸村                                  |                        |
| 第5話                  | 映画の内容を上手に伝える道                                    | イオンモール大高                | オプティマスプライム「伝わんなかったなぁ…」 | オートボット ホットロディマス                                     |                        |
| 第6話                  | さらに新しいトランスフォーマーへの道                          | イオンモール茨木                | オプティマスプライム「いつもバンブルは優しいんだがな…」                                                                                           | オートボット ドリフト                                             |                        |
| 第7話                  | オトナ向けのトランスフォーマーへの道                          | イオンモール福岡                | ショックウェーブ「キス、したいなぁ…」 | ディセプティコン                                                  |                        |
| 第8話                  | クッキングパパにあやかって人気者への道                        | キュートランスフォーマーラジオ  | EDなし 荒岩「私にいい考えがある」 | オートボット プロール 荒岩一味                                    |                        |
| 第9話                  | 暗くてもコミカルなトランスフォーマーへの道                    | イオンモール綾川                | オプティマスプライム「『苔と話す』かぁ…」 | オートボット アーシー                                             |                        |
| 第10話                 | こんな続編は絶対に失敗する道                                  | イオンモール京都桂川            | オプティマスプライム「『オネェ』かぁ…」 | オートボット クリフ                                               |                        |
| 第11話                 | 小さくて可愛いトランスフォーマーへの道                        | イオンモール新潟南              | ショックウェーブ「裏声はダメか…」 | ディセプティコン                                                  |                        |
| 第12話                 | ピューロランドに負けない キュートランスフォーマーランドへの道 | サンリオピューロランド          | オプティマスプライム「『大人のレストラン』かぁ…」                                                                                                 | オートボット スタースクリーム スカイワープ サンダークラッカー     |                        |
| 第13話                 | キュートランスフォーマー ザ・ムービーへの道                   | イオン板橋ショッピングセンター  | オプティマスプライム「良い子のオートボット諸君、次は映画館で会おう！」                                                                            | オートボット マイスター アラート ホイルジャック アーシー コンドル |                        |

### 放送局
| 放送地域 | 放送局             | 放送期間                | 放送日時             | 放送系列   | 備考 |
| 第1期    | 第1期              | 第1期                   | 第1期                | 第1期      | 第1期 |
| -------- | ------------------ | ----------------------- | -------------------- | ---------- | --- |
| 東京都   | TOKYO MX           | 2015年1月6日 - 3月31日  | 火曜日 21:55 - 22:00 | 独立局     | |
| 日本全域 | ニコニコチャンネル | 2015年1月6日 - 3月31日  | 火曜日 21:55 更新    | ネット配信 | 本編とは別に「今週のカットされた部分」という 約1分の特別編を2015年1月9日より毎週金曜 21:55 に配信                                      |
| 日本全域 | YouTube            | 2015年1月6日 - 3月31日  | 火曜日 21:55 更新    | ネット配信 | 本編とは別に「今週のカットされた部分」という 約1分の特別編を2015年1月9日より毎週金曜 21:55 に配信                                      |
| 日本全域 | アニマックス       | 2015年6月21日 - 9月13日 | 日曜日 9:25 - 9:30   | BS放送     | 『トランスフォーマー アドベンチャー』（第1期再放送）枠で放送                                                                           |
| 第2期    |                    |                         |                      |            | |
| 東京都   | TOKYO MX           | 2015年7月6日 - 10月1日  | 月曜日 18:55 - 18:59 | 独立局     | 『トランスフォーマー アドベンチャー』（第1期）枠で放送 最終回は『都議会の焦点』放送のため、木曜に延期。                                |
| 日本全域 | ニコニコチャンネル | 2015年7月6日 - 10月1日  | 月曜日 18:55 更新    | ネット配信 | 本編とは別に「今週のカットされた部分」という 特別編を2015年7月10日より毎週金曜 19:00 に配信 最終回は地上波に合わせて、木曜に更新延期。 |
| 日本全域 | YouTube            | 2015年7月6日 - 10月1日  | 月曜日 18:55 更新    | ネット配信 | 本編とは別に「今週のカットされた部分」という 特別編を2015年7月10日より毎週金曜 19:00 に配信 最終回は地上波に合わせて、木曜に更新延期。 |

### Blu-ray / DVD
| 発売日        | 収録話         | 規格品番 | 規格品番 |
| 発売日        | 収録話         | Blu-ray  | DVD      |
| ------------- | -------------- | -------- | -------- |
| 2015年5月22日 | 第1話 - 第13話 | QTBD-001 | QTDV-001 |

| 概要       | 発売日        | 収録話         | 規格品番 | 規格品番 |
| 概要       | 発売日        | 収録話         | Blu-ray  | DVD      |
| ---------- | ------------- | -------------- | -------- | -------- |
| 初回限定盤 | 2015年12月2日 | 第1話 - 第13話 | QTBD-002 | QTDV-002 |
| 通常盤     | 2015年12月2日 | 第1話 - 第13話 | QTBD-003 | QTDV-003 |

### ゲスト出演
蛙男商会のアニメ『秘密結社鷹の爪』の情報コーナー「鷹の爪情報局」2015年3月6日放送分ではオプティマスプライムがBlu-ray&DVD宣伝のために、2015年7月24日放送分ではオプティマスプライムとロックダウンが鷹の爪団のコラボ企画宣伝のためにゲスト出演している（第1期「第9話の今週のカットされた部分」と第2期「第3話の今週のカットされた部分」にも同じ動画が収録されている）。2015年9月25日更新分ではトラックスが第2期のBlu-ray&DVDの宣伝のために出演した。この回は「カットされた部分」には収録されていない。

## トイ
『キュートランスフォーマー』とは2014年12月より展開されたトイシリーズ（日本国内向けのみの展開）。封入の特典コードはアプリ内で使用できる（現在はアプリ終了）。全長約45mmのチョロQサイズからロボットに変形できる（ただしプルバック走行はできない）。ビークルモードは各企業から正規ライセンスを取得してデザインされている。初期ラインナップは簡素なパッケージだったが、リニューアルパッケージより変形方法やテックスペック、キャラ解説も記載されるようになった。

### ラインナップ
- QT-01 ウェスタンスター 4900SB トラクター オプティマスプライム[注 17]
- QT-02 2014 カマロ・コンセプト バンブルビー[注 17]
- QT-03 ランボルギーニ アヴェンタドール LP700-4 ロックダウン[注 17]
- QT-04 シボレー コルベット C7 クロスヘアーズ
- QT-05 ランボルギーニ カウンタック LP500S ランボル
- QT-06 フェアレディZ 280Z-T プロール
- QT-07 トヨタ 86 ホットロディマス
- QT-08 ダイハツ コペン バンブル
- GT-09 ニッサン GT-R R35 GTRオプティマスプライム
- GT-10 ランチア ストラトス ターボ ホイルジャック
- QT-11 トヨタ スプリンタートレノ AE86 マイスター
- QT-12 マツダ RX-7 FD3S サンストリーカー
- QT-13 ランボルギーニ カウンタックLP500S アラート
- QT-14 ニッサン フェアレディZ 280Z-T スモークスクリーン
- GT-15 スズキ ハスラー ハウンド
- GT-16 スバル WRX ST1  ブルーストリーク
- QT-17 シボレー コルベット C7 トラックス
- QT-18 ウェスタンスター 4900SB トラクター ネメシスプライム[注 18]
- QT-19 コンボイ[注 19]
- QT-20 ランボルギーニ ヴェネーノ メガトロン
- QT-21 スズキ ハスラー スキッズ
- QT-22 マツダ RX-7 FD3S ドリフト
- QT-23 オプティマスプライム（私にいい考えがある）[注 20]
- QT-24 バンブルビー（司令、さすがっす！）[注 20][注 21]
- QT-25 ロックダウン（よろしくぅ！）[注 20]
- QT-26 トヨタ クラウンアスリート S21 ショックウェーブ
- QT-27 ニッサン GT-R R35 サウンドウェーブ
- QT-28 ダイハツ コペン クリフ
- QT-29 スタースクリーム[注 19]
- QT-30 スカイワープ[注 19]
- QT-31 サンダークラッカー[注 19]
- QT-32 ランボルギーニ ヴェネーノ ブラックメガトロン
- QT-33 ブラックコンボイ[注 22]
- QTF-01 総司令官 オプティマスプライム[注 23]
- QTF-02 情報員 バンブルビー[注 23]
- QTF-03 賞金稼ぎ ロックダウン[注 23]
- QTFS-01 アニメ主役3体セット（オプティマスプライム、バンブルビー、ロックダウン）[注 23]
- QTF-04 総司令官 コンボイ[注 23]
- QTF-05 シティーコマンダー ウルトラマグナス
- QTF-06 偵察員 アーシー
- QTFS-02 ディセプティコン幹部3体セット（メガトロン、ショックウェーブ、サウンドウェーブ）
- QTF-07 警備員 トヨタ ハイエース アイアンハイド
- QTF-08 航空防衛戦士 ジェットファイアー
- QTF-09 トヨタ ハイエース ラチェット

### キューコラボレーションシリーズ
コンボイトレーラートラックをベースにした版権コラボシリーズ。
- QTC-01 ハローキティ
- QTC-02 エヴァンゲリオン3体セット（エヴァンゲリオン零号機、初号機、弐号機）
- QTC-03 紙兎ロペ
- QTC-04 アキラ先輩（『紙兎ロペ』）
- QTC-01H ハローキティ ハロウィンエディション2015
- QTC-05 スヌーピー
- QTC-06 マイメロディ
- QTC-07 エヴァンゲリオン初号機 覚醒Ver.

### やわらかトランスフォーマー
非変形のぬいぐるみシリーズ。2016年3月発売。腹部にトーキングボックスを内蔵しており、なぞなぞを出しお腹を押しながら答えると声を認識して答える。回答するとコメントを言うが、オプティマスプライムは細谷佳正によるシュールなアドリブエピソードを踏まえて回答してくれる。
- なぞなぞオプティマスプライム
- なぞなぞバンブルビー
- なぞなぞロックダウン